# Hōjō Kanetoki
Hojo Kanetoki (北條兼時, 1264-27 octobre 1295), membre du clan Hōjō, est un cousin du neuvième shikken (régent) du Japon, Hōjō Sadatoki.
Kanetoki est le cinquième minamikata rokuhara Tandai (assistant de la sécurité intérieure de Kyoto de 1284 à 1287 et le huitième kitakata rokuhara Tandai (responsable de la sécurité intérieure de Kyoto de 1287 à 1293. 
En 1293, le Japon est de nouveau confronté à la possibilité d'une invasion mongole. En réponse, Kanetoki est nommé à un nouveau poste de représentant de Kyoto. Depuis il est souvent considéré comme le premier Chinzei tandai. 

## Source de la traduction
- (nl) Cet article est partiellement ou en totalité issu de l’article de Wikipédia en néerlandais intitulé « Hojo Kanetoki » (voir la liste des auteurs).